# دالیا لاوی
دالیا لاوی (به انگلیسی: Daliah Lavi) (زاده ۱۲ اکتبر ۱۹۴۲ – درگذشته ۳ مهٔ ۲۰۱۷ (۷۴ سال)) خواننده، بازیگر و مدل اسرائیلی بود.
از فیلم‌های معروف او می‌توان به بازی در شلیک در میزان سه‌چهارم اشاره کرد.
وی در ۳ مه ۲۰۱۷ در خانه‌اش در اشویل، کارولینای شمالی درگذشت.